# 국도 제281호선 (일본)
국도 제281호선(일본어: 国道281号)은 일본 이와테현의 모리오카시에서 출발, 다키자와시와 이와테군을 거쳐 구지시까지 이어주는 일반국도 노선이기도 하다. 그러나 이 도로의 총연장은 77.5 km로 실제연장과 현도가 모두 일치된 도로이기도 하며, 특이하게도 이 도로가 이와테현 내에서만 관통되어 있는 도로이기도 하다.

## 주요 경유지
이 도로는 전 구간이 이와테현을 경유한다.
- 경유하는 구간 : 모리오카시 - 다키자와시 - 이와테군 이와테정 - 이와테군 구즈마키정 - 구지시

## 교차하는 도로 및 바이패스
- 도호쿠 자동차도 : 다키자와 나들목
- 국도 제4호선
- 국도 제282호선
- 국도 제340호선
- 국도 제45호선
- 메미쿠나이 바이패스